# Communauté de communes de l’Espace Rhénan
Die Communauté de communes de l’Espace Rhénan ist ein ehemaliger Zusammenschluss (Communauté de communes) der Gemeinden Drusenheim, Herrlisheim, Offendorf und Soufflenheim in der Region Elsass. Die Organisation entstand am 30. Dezember 1993 als „Communauté de communes Drusenheim-Herrlisheim-Offendorf“. Soufflenheim trat am 10. Dezember 2003 bei.
Der Gemeindeverband wurde nach Beitritt weiterer Gemeinden am 1. Januar 2014 unter dem Namen Communauté de communes du Pays Rhénan neu gegründet.